# Erica ustulescens
Erica ustulescens är en ljungväxtart som beskrevs av Guthrie och Bolus. Erica ustulescens ingår i släktet klockljungssläktet, och familjen ljungväxter. Inga underarter finns listade i Catalogue of Life.